# نيكانور كارمونا
نيكانور كارمونا (بالإسبانية: Nicanor Carmona Vílchez)‏ هو سياسي بيروفي، ولد في 1842، وتوفي في 1 أكتوبر 1940.